# Kirchliche Sterbegebete

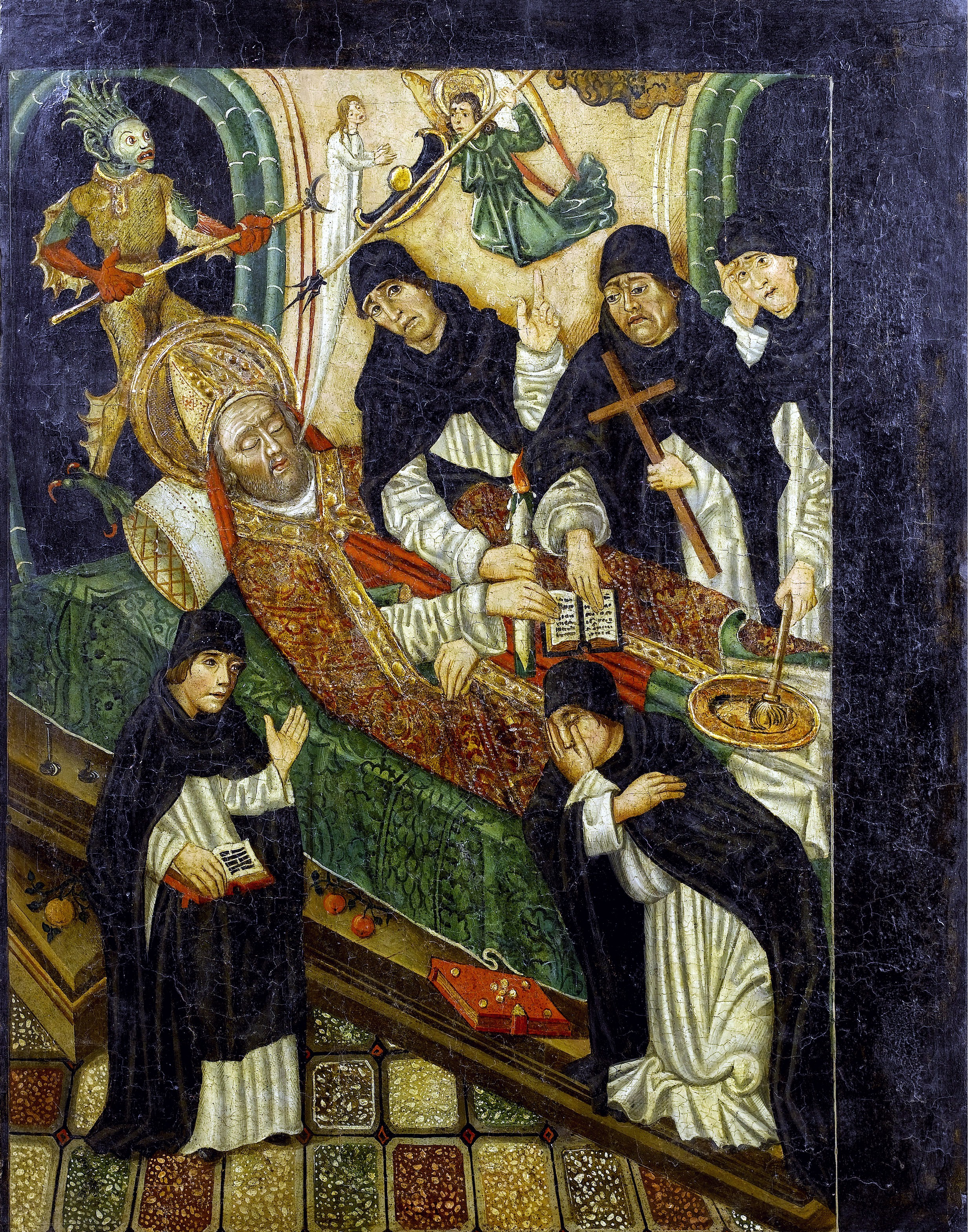
Tod eines Bischofs. Katalanisches Gemälde, Tempera, 15. Jahrhundert

Die Kirchlichen Sterbegebete, seit dem Mittelalter als Commendatio animæ (lat. commendatio „Empfehlung“, animæ „der Seele“), seit 1972 als Commendatio morientium (lat. morientium „der Sterbenden“) bezeichnet, sind Gebete und Gesänge, die vor und nach dem Verscheiden am Sterbebett gesprochen oder gesungen werden. Sie befehlen die Seele des Sterbenden in die Hände Gottes. Die erste bekannte liturgische Ordnung hierzu ist aus dem 7./8. Jahrhundert überliefert, die ältesten heute noch benutzen Gebetstexte stammen aus derselben Zeit.

## Geschichte und Elemente der Sterbeliturgie
Das frühe Christentum fand vielfältige jüdische und heidnische Gebräuche einer Totenklage zwischen Sterben und Beisetzung vor, von denen es sich, geprägt von seinem Auferstehungsglauben, teilweise distanzierte. An die Stelle traten Psalmengesang, biblische Lesung und Gebet. Eine zusammenhängende Beschreibung der das Sterben begleitenden Riten ist nicht überliefert. Von Anfang an spielte jedoch die Verkündigung der Auferstehung eine große Rolle, mit der die Hoffnung der Hinterbliebenen gestärkt werden sollte.
Das Erste Konzil von Nicäa stellte im Jahr 325 fest, dass das Viaticum, die Kommunion als „Wegzehrung“ in der Sterbestunde, niemandem vorenthalten werden dürfe. Seit dem Rituale Romanum von 1614 trat die „Letzte Ölung“ als Sterbesakrament an die Stelle des Viaticums, bis das Zweite Vatikanische Konzil die Sterbekommunion wieder in den Mittelpunkt der Sterbebegleitung stellte.
Die älteste erhaltene Ordnung für eine entfaltete kirchliche Sterbeliturgie stammt aus dem 7./8. Jahrhundert. Nach dem Empfang der Kommunion schloss sich die Lesung der Leidensgeschichte Jesu nach dem Johannesevangelium an. In der Folgezeit wurde der Ablauf erweitert; nach dem Rituale Romanum von 1614 empfing der Sterbende einen besonderen Apostolischen Segen und wurde mit Weihwasser besprengt, und für die Zeit bis zum Eintritt des Todes stand eine Sammlung von Psalmen, Litaneien und Orationen zur Verfügung, darunter Proficiscere, anima christiana. Auch das Salve Regina konnte gesungen und die verkürzte Allerheiligenlitanei als „Sterbelitanei“ (litania pro agonizantibus) gesprochen werden. Im Sterbezimmer brannte eine Kerze, und ein Kruzifix wurde für den Sterbenden sichtbar aufgestellt oder ihm in die Hand gegeben.
Nach Eintritt des Todes wurde der bereits seit dem 7./8. Jahrhundert bekannte Wechselgesang Subvenite sancti Dei gesprochen oder gesungen, mit dem Engel und Heilige angerufen werden, dass sie den Verstorbenen in Empfang nehmen. Es können sich weitere Orationen anschließen. Auch der Hymnus In paradisum aus derselben Zeit war ursprünglich Teil der Sterbegebete; sein Gesang wurde später Teil der Exequien und erfolgt am Beginn des Geleites des Sarges zum Grab.
Das seit 1994 gültige Ritenbuch Die Feier der Krankensakramente bietet eine erweiterte Sammlung von Schriftworten, Kurzgebeten – auch um sie dem Sterbenden vorzusprechen –, Litaneien und Kirchenliedern. Auch der Rosenkranz wird als gemeinsames Gebet am Sterbebett empfohlen. Das Gotteslob enthält die alten Gebete Proficiscere, anima christiana und Subvenite sancti Dei in deutscher Übersetzung (Nr. 608) und bietet ein Hausgebet für Verstorbene (Nr. 28), eine kurze Andacht, die auch am Totenbett gebetet werden kann. Als Abschluss wird vorgeschlagen, dass die Anwesenden dem Verstorbenen ein Kreuz auf die Stirn zeichnen oder ihn mit Weihwasser segnen. Dazu wird das Segensgebet Es segne dich Gott, der Vater gesprochen.

## Sterbegebete

### Proficiscere, anima christiana
Das Gebet Proficiscere, anima christiana (nach den Anfangsworten des lateinischen Textes) aus dem 8. Jahrhundert wird unmittelbar vor dem Tod gesprochen und ist von der Hoffnung auf das ewige Leben geprägt:
„Der Christ, der sein Sterben mit dem Sterben Jesu vereint, versteht den Tod als ein Kommen zu Jesus und als Eintritt in das ewige Leben. Wenn die Kirche über den sterbenden Christen zum letzten Mal im Namen Christi die Lossprechungsworte gesprochen, ihn zum letzten Mal mit einer stärkenden Salbung besiegelt und ihm in der Wegzehrung Christus als Nahrung für die Reise gespendet hat, sagt sie zu ihm mit sanfter Bestimmtheit: ‚Brich auf, christliche Seele, von dieser Welt.‘“
| lateinisch | deutsch |
| --- | --- |
| Proficiscere, anima christiana, de hoc mundo, In nomine Dei Patris omnipotentis, qui te creavit, In nomine Iesu Christi Filii Dei vivi, qui pro te passus est, In nomine Spiritus Sancti, qui in te effusus est; Hodie sit in pace locus tuus et habitatio tua apud Deum in sancta Sion, cum sancta Dei Genitrice Virgine Maria, cum sancto Ioseph, et omnibus Angelis et Sanctis Dei. Ad auctorem tuum, qui te de limo terrae formavit, revertaris. Tibi itaque egredienti de hac vita sancta Maria, Angeli et omnes Sancti occurrant. […] Redemptorem tuum facie ad faciem videas et contemplatione Dei potiaris in saecula saeculorum. Amen. | Brich auf, christliche Seele, von dieser Welt, im Namen Gottes, des allmächtigen Vaters, der dich erschaffen hat, im Namen Jesu Christi, des Sohnes des lebendigen Gottes, der für dich gelitten hat, im Namen des Heiligen Geistes, der über dich ausgegossen worden ist. Heute noch sei dir in Frieden deine Stätte bereitet, deine Wohnung bei Gott im heiligen Zion, mit der heiligen Jungfrau und Gottesmutter Maria, mit dem heiligen Josef und mit allen Engeln und Heiligen Gottes. Du kehrst zurück zu deinem Schöpfer, der dich aus dem Lehm der Erde gebildet hat. Mögen dir, wenn du dieses Leben verlässt, die heilige Maria, die Engel und alle Heiligen begegnen. Mögest du deinen Erlöser schauen von Angesicht zu Angesicht und dich der Erkenntnis Gottes erfreuen in Ewigkeit. Amen. |

Heutige liturgische Textfassungen ersetzen das wörtliche christliche Seele durch Bruder bzw. Schwester. Der dritte Abschnitt ist im Rituale von 1994 und im Gotteslob (Nr. 608,3) nicht abgedruckt, im zweiten Abschnitt ist im Gotteslob nach der Nennung des Heiligen Josef die Nennung des Namenspatrons des Sterbenden vorgesehen.

### Subvenite sancti Dei
Nach dem Verscheiden wird das alte Responsorium Subvenite sancti Dei gesprochen oder gesungen:
Responsum:

“Subvenite sancti Dei,

occurrite angeli Domini:

suscipientes animam eius:

offerentes eam in conspectu Altissimi.”

Verse:

“Suscipiat te Christus qui vocavit te

et in sinum Abrahae angeli deducant te.

Requiem aeternam dona ei, Domine,

et lux perpetua luceat ei.”

Responsum:

„Kommt herzu, ihr Heiligen Gottes,

eilt ihm (ihr) entgegen, ihr Engel des Herrn,

nehmt auf seine (ihre) Seele

und führt sie hin vor das Antlitz des Allerhöchsten.“

Verse:

„Christus nehme dich auf, der dich berufen hat,

und in Abrahams Schoß sollen Engel dich geleiten.

Herr, gib ihm die ewige Ruhe,

und das ewige Licht leuchte ihm.“

Das Rituale von 1994 und das Gotteslob (608,4) übersetzen in Abrahams Schoß mit in das Himmelreich.

### Segensgebet nach Eintritt des Todes
„Es segne dich Gott, der Vater, der dich nach seinem Bild geschaffen hat.

Es segne dich Gott, der Sohn, der dich durch sein Leiden und Sterben erlöst hat.

Es segne dich Gott, der Heilige Geist, der dich zum ewigen Leben gerufen und geheiligt hat.

Gott, der Vater und der Sohn und der Heilige Geist, geleite dich durch das Dunkel des Todes in sein Licht. Er sei dir gnädig im Gericht und gebe dir Frieden und ewiges Leben.

Amen.“

Dieses Segensgebet findet sich auch als „Abschiedssegen“ im Gottesdienstbuch für die Evangelische Landeskirche in Württemberg.